# 聖洛倫索 (博阿科省)

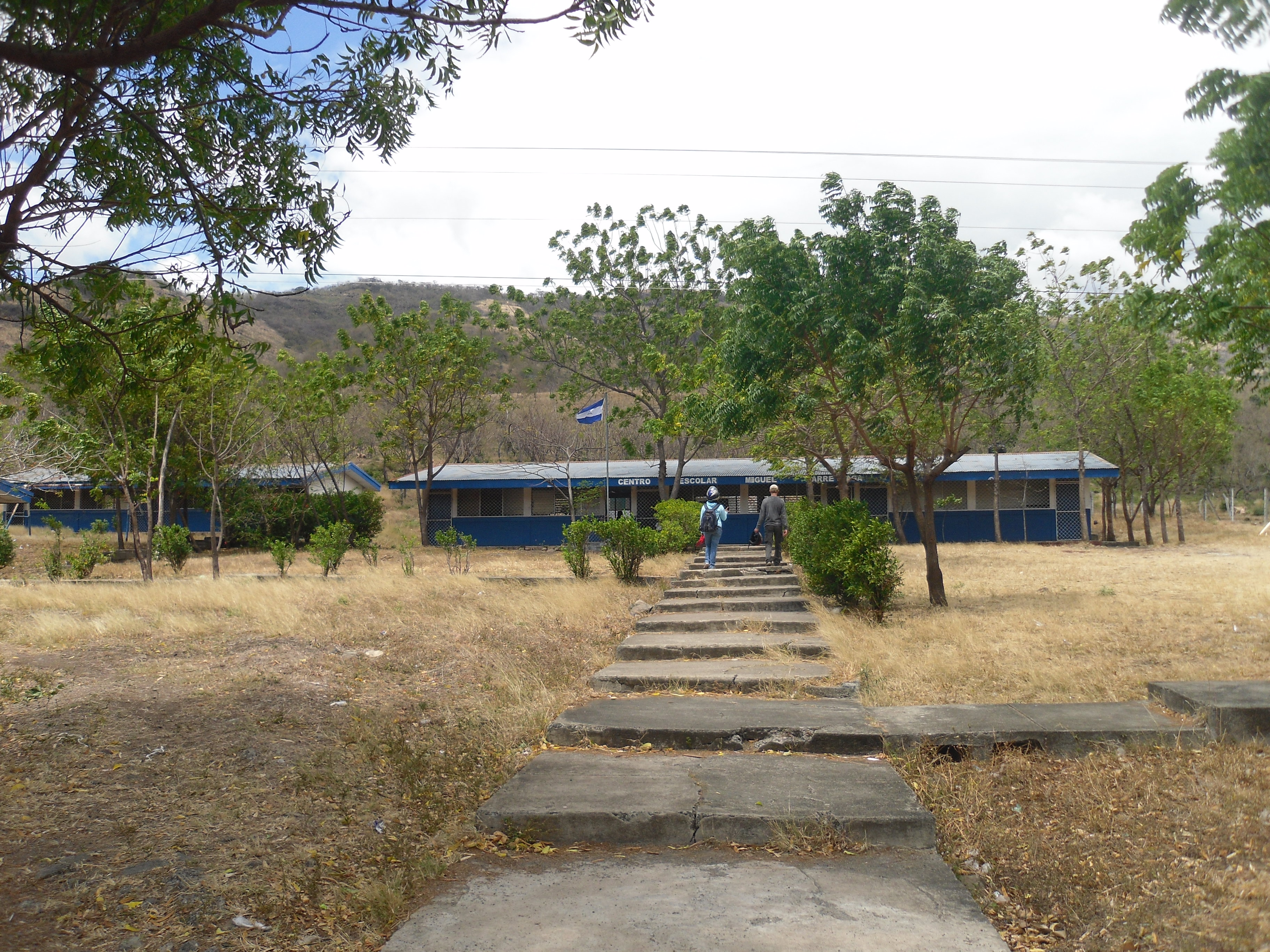
聖洛倫索的米格爾·拉里納加學校

聖洛倫索（西班牙語：San Lorenzo），是尼加拉瓜的城鎮，位於該國中部，由博阿科省負責管轄，始建於1858年8月23日，面積560平方公里，海拔高度380米，2005年人口23,666，人口密度每平方公里42.26人。
12°22′N 85°40′W / 12.367°N 85.667°W